# Suimanga becllarg
El suimanga becllarg (Cinnyris notatus) és un ocell de la família dels nectarínids (Nectariniidae).

## Hàbitat i distribució
Habita els boscos de Madagascar i de les illes Grande Comore i Moheli, a le Comores occidentals.

## Taxonomia
Segons el Handbook of the Birds of the World, les poblacions de les illes Comores, pertanyen en realitat a altres dues espècies diferents:
- Cinnyris moebii Reichenow, 1887 - suimanga de Grande Comore.[3]
- Cinnyris voeltzkowi Reichenow, 1905 - suimanga de Moheli.[4]